# Flotylla Newska
Flotylla Newska, Klub Żeglarski Newa lub nawet Klub Newa – pierwszy na świecie klub żeglarski, założony przez cara Rosji, Piotra I Wielkiego w 1718. Został on otwarty ponownie w 1958. Choć jest przez wielu uważany za najstarszy klub żeglarski świata, o ten tytuł spiera się Royal Cork Yacht Club. Siedziba klubu znajduje się nieopodal rzeki Newa.

## Historia
Neva Poteszny Flot, (ros.  Нева Потешный Флот – "Zabawowa Flota Newy") czyli Flotylla Newska, została założona przez Piotra I Wielkiego 12 kwietnia 1718 r. Na pomysł utworzenia takiego klubu car wpadł już najprawdopodobniej w 1716, kiedy to nad brzegami Newy została otwarta pierwsza stocznia produkująca statki cywilne. Car podarował klubowi 141 małych okrętów żaglowych, którymi członkowie klubu mieli "przepływać szerokość Newy, kiedy tylko wiatr na to pozwala". Początkowo jedynymi członkami klubu była arystokracja, dygnitarze dworscy, biskupi oraz mnisi. Po śmierci Piotra I działanie klubu zostało zawieszone na wiele lat, ponieważ Flotylla była sponsorowana wyłącznie z prywatnych funduszy cara.  
Flotylla Newska uważa się za najstarszy klub żeglarski na świecie. Do tytułu najstarszego jachtklubu pretenduje także irlandzki Royal Cork Yacht Club założony w roku 1720. Według niektórych źródeł Flotylli Newskiej nie można określić mianem klubu, ponieważ została ustanowiona dekretem cesarza i jako taka nie stanowi "klubu" rozumianego jako dobrowolne zrzeszenie członków. 
Najstarszym klubem żeglarskim w Rosji, który spełnia obecne wymagania "klubu" jest Cesarski Klub Żeglarski w Petersburgu, ustanowiony w 1846.
Flotylla Newska została reaktywowana w roku 1958, lecz od tej pory jej członkami mogą zostać jedynie wybrane osoby.